# Saori@destiny
Saori at Destiny (стилизовано как Saori@Destiny, реальное имя неизвестно) — японская исполнительница, работающая в стиле Electro, продюсируемая Ōnishi Terukado, который также продюсирует исполнительницу Айру Мицуки и группу 80 pan. Saori at Destiny дебютировала 5 декабря 2007 года с синглом «My Boy». На данный момент выпустила два альбома Japanese Chaos и World Wild 2010, а также два мини-альбома Wow War Techno и Domestic domain.

## Музыка
Saori at Destiny начала свою музыкальную карьеру, исполняя песни на улицах Акихабары. В декабре 2007 года она подписала контракт с D-topia Entertainment и выпустила ограниченным тиражом CD, содержащий песню «Destiny’s War» которая стала заглавной песней игры MMORPG «Secret Online». Вскоре после этого, она выпустила свой дебютный сингл «My Boy», который достиг седьмого места в чарте Oricon indies. Релиз второго сингла «Sakura» (кавер песни Kyogo Kawaguchi), состоялся 26 марта 2008 и является официальным дебютом Saori@destiny. Релиз её первого альбома «Japanese Chaos» состоялся 19 ноября 2008 года. Помимо новых песен альбом содержит песню «Sakura», «My Boy» в новой вокальной аранжировке и DENPA remix на песню «Sayonara Revival».
Третий сингл Saori at Destiny — «Wow War Techno» был выпущен 11 февраля 2009 года, как CD с лимитированным изданием и цифровой релиз. Музыкальный клип на эту песню был выполнен в стиле MAD Movie от Nico Nico Douga. Мини-альбом «Wow War Techno», содержащий 8 композиций, был выпущен 18 марта 2009 года. После выхода «Wow War Techno» Saori at Destiny дала несколько концертов.
В январе 2010 года Saori@destiny выпустила ограниченным тиражом на Tower Records сингл «Ethnic Planet Survival», а также в феврале на HMV ещё один сингл с ограниченным тиражом -«Lonely Lonely Lonely». Она принимала участие в проекте UNICEF «Happy Birthday For Children», совместно с хип-хоп группой Riemann.Mic записав песню «Birthday Everyday» и выпустив сопровождающее рекламное видео. 14 апреля 2010 года вышел второй альбом «World Wild 2010». 15 июня 2011 года вышел второй мини-альбом «Domestic domain». В декабре 2011 года, совместно с Aira Mitsuki вышел альбом «Park of Safari».

## Музыкальный стиль и влияния
Saori at Destiny называют «электропоп диссидентом», «второй Genki Rockets» и «виртуальным хаосом полностью осознающим своё существование». Она пишет стихи, которые часто излучают горе и депрессию, и призналась, что сначала прислушивается к мелодии, а затем пишет слова, руководствуясь своими чувствами.
Во время выступлений в Акихабаре, она исполняла песни групп AKB48, Hello!Project и 80 pan. Она хорошо известна как исполнитель кавер-версий песен среди которых «Shangri-La» (Denki Groove), «Sakura» (Kyogo Kawaguchi) и «Ez Do Dance» (TRF) .
С выходом ограниченных релизов синглов «Ethnic Planet Survival» и «Lonely Lonely Lonely», она получила прозвище «девушка нео-субкультуры» и открыла более смелый, более этнический саунд.
Saori at Destiny работала с «аниме-электро-мода» брендом вечеринок «DENPA!!!» и, после выхода её первого альбома, с японским производителем одежды «Galaxxxy». Её дебютный альбом, Japanese Chaos был дополнен DENPA ремиксом (DJ Sharpnel), который она исполняла на вечеринках «DENPA!!!». Рекламные фотографии и дизайн обложек для синглов «Ethnic Planet Survival» и «Lonely Lonely Lonely» были разработаны в «Galaxxxy».

## Дискография

### Синглы
- «My Boy»
- «Sakura»
- «Wow War Techno»
- "エスニック・プラネット・サバイバル" (Ethnic Planet Survival)
- «Lonely Lonely Lonely»

### Альбомы

#### Japanese Chaos
- 1. Shangri-La
- 2. サヨナラ・リヴァイバル
- 3. My Boy（New Vocal styling mix）
- 4. chemical soda
- 5. My Way
- 6. パーフェクト・ワンダーガール
- 7. sakura
- 8. 0の魔法とヒステリックスナイパー
- 9. ヒカリ・シンドローム
- 10. サヨナラ・リヴァイバル（DENPA rmx）

#### Wow War Techno(мини-альбом)
- 1. WOW WAR TECHNO
- 2. ブリーズ・ブリーズ・ブリージング
- 3. EZ DO DANCE
- 4. ロスト
- 5. スパイラル
- 6. 弱虫ハート
- 7. ステンレス・スターライト
- 8. ブリーズ・ブリーズ・ブリージング（spring breeze rmx）

#### World Wild 2010
- 1. Re: revolution
- 2. WORLD WILD 2010
- 3. エスニック・プラネット・サバイバル
- 4. I can’t
- 5. Lonely Lonely Lonely
- 6. Play
- 7. BABY tell me
- 8. ファニー・パレード
- 9. グロテスク
- 10. プリズム
- 11. シンパ
- 12. Lonely Lonely Lonely（FUNKOT.JP Remix）

#### Domestic domain(мини-альбом)
- 1. BEATBOP
- 2. Domestic domain
- 3. GAMBA JAPAN
- 4. COLLAGE
- 5. OFF THE WALL
- 6. Pray
- 7. Klaxon